# Coronation Street

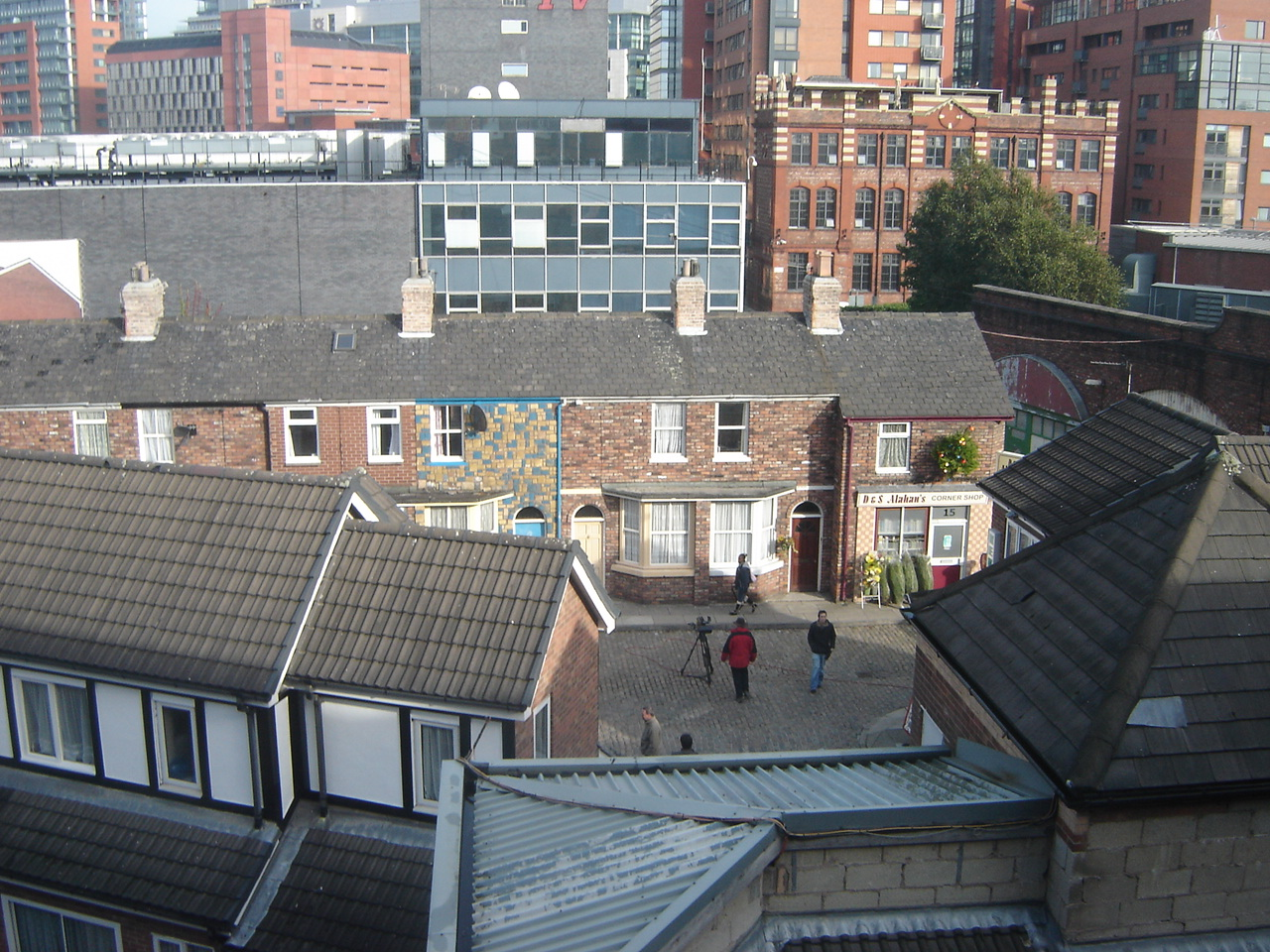
Coronation-Street-Kulisse, Manchester (Oktober 2007)

Coronation Street ist eine britische Fernsehserie. Die von Tony Warren und  Granada Television ins Leben gerufene Serie läuft seit 9. Dezember 1960 im Fernsehsender ITV. Sie schildert den Alltag der Bewohner der titelgebenden Straße in der fiktiven Industriestadt „Weatherfield“.
Coronation Street ist von komödiantischem, manchmal bizarrem Humor geprägt, greift aber auch gesellschaftliche Themen wie Homosexualität und Transgeschlechtlichkeit oder Verbrechen wie Vergewaltigung und Serienmord auf.
In den ersten Monaten wurde Coronation Street teilweise live ausgestrahlt. Heute werden die Folgen etwa sechs Wochen vor der Ausstrahlung produziert.
Coronation Street war das unmittelbare Vorbild für die 1985 gestartete deutsche Fernsehserie Lindenstraße, die es immerhin auf über 34 Jahre Lebensdauer brachte.

## Die Straße
Das fiktive Weatherfield erinnert an Salford, eine heute zu Greater Manchester gehörende Industriestadt, in der es sogar eine echte „Coronation Street“ gibt.
Die „Coronation Street“ ist eine Zeile von sieben Reihenhäusern, die von typischen Mitgliedern der britischen Arbeiterklasse bewohnt werden. Die Straße soll 1902 erbaut und nach der Krönung Edwards VII. in diesem Jahr benannt worden sein. Die Nachbarstraßen heißen „Rosamund Street“ und „Viaduct Street“. Die Architektur der Straße basiert auf der Archie Street in Salford, die auch in der ursprünglichen Titelsequenz der Serie auftauchte. Ursprünglich wurden Außenaufnahmen in einer etwas verkleinerten Kulisse innerhalb eines Studios gedreht. 1968 wurde die Straße zunächst als Open-Air-Kulisse in der Nähe der Granada-Studios aufgebaut, jedoch immer noch in reduzierter Größe. Erst 1982 wurde eine Kulisse in Originalgröße erbaut. Die Häuser sind aus Ziegelsteinen erbaut und sollen dauerhaft verwendet werden, haben jedoch keine Wände im Inneren.
English Heritage lehnte es ab, der Kulisse den Status eines geschützten Denkmals zu geben, da die Bauten selbst in den ältesten Teilen nicht 30 Jahre alt seien und nur Erinnerungswert für diese Serie, aber nicht für das Fernsehen allgemein hätten. Die langfristige Zukunft der Kulisse ist ungewiss, da die Dreharbeiten 2014 auf ein neues Gelände nach Trafford verlegt wurden. Die Stadt und eine Baugesellschaft haben das gesamte Gelände gekauft und planen dort eine neue Nutzung.
Außer den Wohnbauten gibt es in der Coronation Street einen Zeitungskiosk (The Kabin), einen kleinen Imbiss (Roy’s Rolls), ein Lebensmittelgeschäft, eine Autowerkstatt, eine Bäckerei, eine Fabrik (Underworld) und den Pub The Rovers Return.
Bei Sendebeginn 1960 war die Serie nicht sofort erfolgreich und auch innerhalb der Produktionsgesellschaft Granada umstritten. Nicht zuletzt der Schauplatz im industriellen Nordwestengland und die Anklänge an den dortigen Dialekt verhalfen der Serie jedoch zu einer gewissen Beliebtheit bei den Zuschauern, da diese Region in den 1960er Jahren durch Filme wie Samstagnacht bis Sonntagmorgen, die „Kitchen-Sink“-Dramen der BBC und den Aufstieg des Beat, besonders der Beatles, immer beliebter wurde.

## Handlung und Hauptrollen
Die Geschichten konzentrieren sich auf den Alltag und das Familienleben der Protagonisten und ihr soziales Umfeld. Von Religion, Politik und Familie bis zur Sanierung von Stadtvierteln spiegeln sich Umbrüche in der britischen Alltagskultur in der lang laufenden Serie wider. So wird die Säkularisierung der Gesellschaft in der „Coronation Street“ deutlich: War zu Beginn der Serie die Glad Tidings Mission Hall noch ein wichtiger sozialer Treffpunkt, wo sich Straßenbewohner zu Gottesdiensten und gesellschaftlichen Anlässen trafen, ist im 21. Jahrhundert mit Emily Bishop nur noch eine einzige praktizierende Christin Bewohnerin der Straße; ansonsten wird die Kirche nur noch gelegentlich bei Hochzeiten oder Beerdigungen erwähnt.
Zu Beginn der Serie stellten die Alltagsgeschichten der Coronation Street vor allem dar, wie die Mitglieder der Arbeiterklasse selbst eine Art Miniatur-Klassensystem mit vielfältigen Abstufungen errichten, das durch Abgrenzung gegen die geprägt ist, die in moralischer, kultureller oder wirtschaftlicher Hinsicht unterlegen zu sein scheinen.
Nur eine Rolle wurde über die gesamte Laufzeit der Serie beibehalten: Ken Barlow (gespielt von William Roache). Er war ursprünglich ein radikaler Sprössling einer Großfamilie und symbolisierte die rebellische britische Jugend der 1960er Jahre. Im Laufe der Serie war er seither als Lehrer, Zeitungsherausgeber, Bürgerrechtsaktivist und sogar als Einkaufswageneinsammler im Supermarkt tätig, bevor er zuletzt wieder in den Lehrerberuf zurückkehrte. In der Zwischenzeit war er dreimal verheiratet, einmal verwitwet und zweimal geschieden, wurde viermal Vater und hatte nicht weniger als 27 Freundinnen. Jahrzehntelang war Mike Baldwin (gespielt von Johnny Briggs), ein konservativer Kleiderfabrikant, Barlows Erzfeind. Die beiden gerieten nicht nur in politischer Diskussion aneinander, sondern waren – typisch für eine Seifenoper – in vielfältiger Weise über persönliche Beziehungen verbunden, bis hin zu Baldwins Affäre mit Kens Ehefrau Deirdre, die schon vor ihrer Ehe einmal Baldwins Freundin gewesen war. Ken und Mike wurden – wie ihre Schauspieler im echten Leben – schließlich Freunde.
Weitere berühmte Rollen sind die der Pub-Pächterin Annie Walker, die über 20 Jahre lang von Doris Speed gespielt wurde und so zu nationaler Berühmtheit aufstieg, sowie die Rolle des Tyrone Dobbs, der seit November 1998 von Alan Halsall gespielt wird.

## Musik
Die Titelmusik der Serie, ein Stück für Blechblasorchester im Sound der 1940er Jahre, wurde von Eric Spear komponiert und seit der Erstausstrahlung 1960 nur geringfügig verändert.

## Sendetermin und Quoten
Pro Woche werden sechs Folgen der Serie an drei Abenden (zwei am Montag, Mittwoch und Freitag) auf ITV gezeigt.
Die Folge der Hochzeit Ken Barlows mit Deirdre Langton am 27. Juli 1981 hatte über 24 Millionen Zuschauer in Großbritannien, mehr als die Hochzeit von Prinz Charles und Diana zwei Tage später. Seit dieser Zeit sind die Quoten zwar zurückgegangen, doch auch Kens und Deirdres erneute Hochzeit 2005 erreichte noch 12,9 Millionen Zuschauer (wiederum mehr als Prinz Charles’ Hochzeit mit Camilla Parker Bowles im gleichen Jahr). Coronation Street ist immer noch die erfolgreichste Sendung auf ITV mit durchschnittlich über 10 Millionen Zuschauern. ITV2 und ITV3 zeigen regelmäßig Wiederholungen alter Folgen.
Seit Jahren gilt die jährliche Coronation-Street-Weihnachtsfolge als Bestandteil des Weihnachtsfests in vielen britischen Familien. Die Weihnachtsfolge 1987 hatte fast 27 Millionen Zuschauer.
Auch in Irland, Kanada, Australien und Neuseeland läuft die Serie seit vielen Jahren mit Erfolg. In den USA konnte die Serie nie Fuß fassen. In den Niederlanden liefen von 1967 bis 1975 428 untertitelte Folgen.

### Rivalität mit denEastEnders
Die seit 1985 ausgestrahlte BBC-Serie EastEnders, ebenfalls eine auf Alltagsgeschichten der Arbeiterklasse aufbauende Seifenoper, entwickelte sich zum Hauptkonkurrenten der Coronation Street und konnte in den 1990er Jahren im Vergleich Millionen Zuschauer mehr verbuchen. „Corrie“ wurde für altmodisch und zu weit von täglichen Problemen entfernt angesehen. Um 2000 jedoch wendete sich die öffentliche Wahrnehmung und der komödiantischere Ansatz der Coronation Street verhalf ihr wieder zu mehr Zuschauern als die EastEnders.
Heute ist der wichtigste Konkurrent der Coronation Street die ebenfalls auf ITV ausgestrahlte Seifenoper Emmerdale, die viele Ähnlichkeiten aufweist.

## Preise
Coronation Street gewann 2001 einen Spezialpreis der British Academy of Film and Television Arts (BAFTA) für die beste Soap Opera. 2003–2005 gewann die Serie jeweils den BAFTA-Preis für die beste Soap Opera.